# 揚·勞埃爾斯體育場

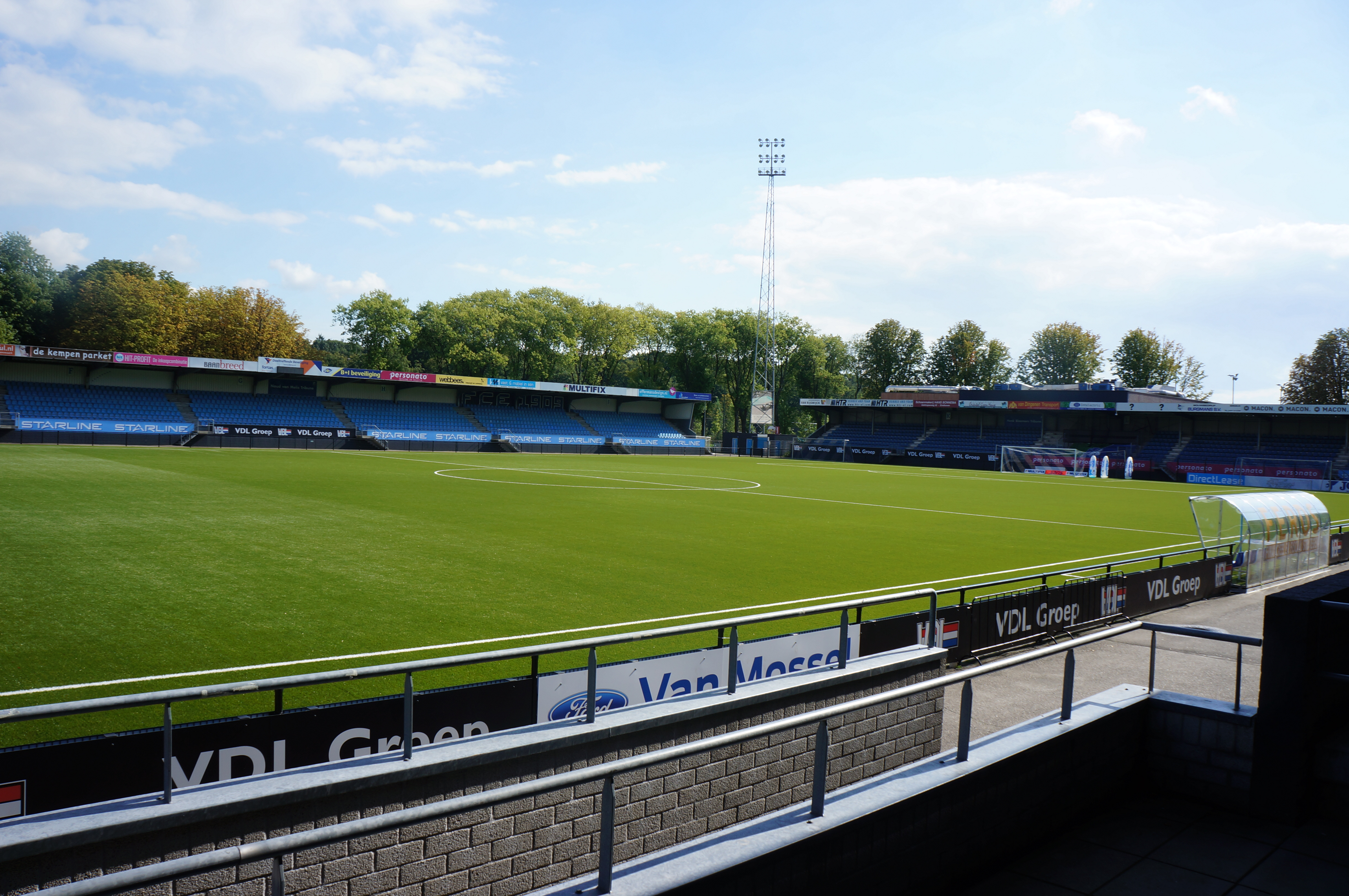
揚·勞埃爾斯體育場

揚·勞埃爾斯體育場（荷蘭語：Jan Louwers Stadion，荷蘭語發音：[ˌjɑn ˈlʌuʋərˌstaːdijɔn]）是一座位於荷蘭的多用途運動場，現主要舉行足球比賽，並為當地足球會的主場，能容納4200名觀眾。 
運動場以當地足球員及富翁揚·勞埃爾斯命名。

## 外部連結
- Stadium picture

51°24′42″N 5°28′46″E / 51.41167°N 5.47944°E